# جو ديفيز (لاعب كرة قدم)
جو ديفيز (بالإنجليزية: Joe Davies)‏ (30 يناير 1926 في المملكة المتحدة - 12 يونيو 1973 في المملكة المتحدة) هو لاعب كرة قدم بريطاني (وحمل سابقاً جنسية المملكة المتحدة لبريطانيا العظمى وأيرلندا) في مركز جناح ‏. لعب مع نادي تشستر سيتي.